# Озерівка (село)
Озе́рівка — село в Україні, у Березнегуватській селищній громаді Баштанського району Миколаївської області. Населення становить 236 осіб.